# Erik Huseklepp
Erik André Huseklepp (* 5. September 1984 in Bærum) ist ein norwegischer ehemaliger Fußballspieler.

## Karriere
Nachdem Erik Huseklepp im Sommer 2005 vom Bergener Stadtteilklub Fyllingen zu Brann Bergen gewechselt war, avancierte er durch seine Spielweise trotz nur weniger Kurzeinsätze schnell zum Kultspieler. Er kam über das Prädikat Talent allerdings nie hinweg, bis er in der Saison 2009 mit 15 Toren und zwölf Vorlagen in 30 Spielen zu einem der wichtigsten Spieler des Teams wurde und auch zu sechs Einsätzen in Norwegens Nationalteam kam, in denen er ein Tor schoss.
Seit Januar 2011 stand Huseklepp beim italienischen Klub AS Bari unter Vertrag und wurde fester Bestandteil der Nationalelf Norwegens. Mit den Apuliern stieg er 2010/11 allerdings aus der Serie A ab.
Am 16. August 2011 unterschrieb er einen Dreijahresvertrag beim englischen Zweitligisten FC Portsmouth. Nur vier Tage später feierte er in der Auswärtspartie bei Bristol City sein Debüt in der Football League Championship 2011/12. Vom 23. Februar bis zum 31. Mai 2012 wurde er an den Ligakonkurrenten Birmingham City ausgeliehen.
Am 31. Juli 2012 kehrte er zu seinem Heimatverein Brann Bergen zurück. Nach mehreren Wechseln beendete er 2018  seine aktive Karriere. 

## Erfolge
- Norwegischer Meister: 2007